# ظاهر بلونس
ظاهر بلونس (انگلیسی: Zahir Belounis؛ زادهٔ ۱۵ فوریهٔ ۱۹۸۰) بازیکن فوتبال اهل فرانسه است.
از باشگاه‌هایی که در آن بازی کرده‌است می‌توان به باشگاه ورزشی الجیش قطر اشاره کرد.